# P Nation
P Nation (estilizado como P NATION) é uma empresa sul-coreana fundada em 2019 por Psy. A Agência atualmente possui contrato com os artistas  Crush, Heize e Hwasa.

## História
Em 14 de maio de 2018, foi relatado que Psy estaria deixando sua agencia anterior, YG Entertainment, para iniciar sua própria gravadora.
Em 23 de janeiro de 2019, foi anunciado via Instagram que a gravadora seria conhecida como P Nation. No dia seguinte, foi anunciado que Jessi, antiga  membro do grupo Lucky J e solista, seria o primeiro artista a assinar com a agência. Dois dias depois, foi anunciado que Hyuna e o ex-membro do Pentagon Dawn seriam os próximos a assinar.
Em 17 de julho de 2019, o cantor e compositor de hip hop Crush foi confirmado, via Instagram oficial da P Nation, como novo solista da agência. Crush fazia parte da Amoeba Culture, deixando-a para iniciar sua própria empresa, mas no fim acabou assinando com a empresa de Psy.
Em 15 de setembro de 2020, Psy anunciou através de sua conta no Instagram que a cantora e rapper Heize assinou um contrato exclusivo com a gravadora, se tornando o 5° artista a ingressar a P Nation.
Em 29 de dezembro de 2020, Psy anunciou através da conta da empresa no Instagram que o rapper D.ark assinou um contrato exclusivo com a gravadora.

## Artistas

### Solistas
| Artista      | Gênero    | Status | Fandom  | Referencias  |
| ------------ | --------- | ------ | ------- | ------------ |
| Psy          | Masculino | Ativo  | Psycho  | [ 5 ] [ 10 ] |
| Crush        | Masculino | Ativo  | N/A     |              |
| Heize        | Feminino  | Ativa  | Hedduck | [ 11 ]       |
| Swings       | Masculino | Ativo  | N/A     |              |
| Hwasa        | Feminino  | Ativa  | Twit    |              |
| An Shinae    | Feminino  | Ativa  | N/A     |              |
| Daniel Jikal | Masculino | Ativo  | N/A     |              |

### Grupos
| Artista           | Gênero    | Status | Fandom | Referencias |
| ----------------- | --------- | ------ | ------ | ----------- |
| TNX (The New siX) | Masculino | TBA    | THX    | [ 12 ]      |

Ex - Artistas
| Debut | Artista  | Solista / Grupo | Saída |
| ----- | -------- | --------------- | ----- |
| 2019  | Jessi    | Solista         | 2022  |
| 2019  | HyunA    | Solista         | 2022  |
| 2019  | Dawn     | Solista         | 2022  |
| 2020  | D.Ark    | Solista         | 2021  |
| 2021  | Penomeco | Solista         | 2024  |

1. ↑  «PSY Shares the Vision for His New P NATION Label & Next Chapter as an Artist: Exclusive». Billboard. Consultado em 14 de junho de 2019
2. ↑  «K-pop stars HyunA and E'Dawn join PSY's agency P NATION». South China Morning Post (em inglês). 29 de janeiro de 2019. Consultado em 16 de abril de 2019
3. 1 2  «[단독] 현아 이던, 싸이와 계약…2019년 활동 시작» (em coreano). Consultado em Janeiro 27, 2019
4. 1 2  «[종합] 현아 이던, 싸이와 전속계약→가수 2막 시너지 응원» (em coreano). Consultado em Janeiro 27, 2019
5. 1 2  «[공식입장 전문] YG, 싸이와 8년만에 전속계약 종료.."아름다운 이별"». Osen (em coreano). Consultado em Janeiro 27, 2019
6. ↑  «PSY on Instagram: "안녕하세요 싸이입니다!! 회사를 설립하였습니다. 회사명은 P NATION 입니다. 지난 19년간 가수 싸이의 프로듀서/매니져/기획자 로 일해온 제가 그 간 배운것들을 좀 더 많은 이들과 공유해보고자 합니다. 꿈을 위해 땀을 흘리는 열정적인…"». Instagram. Consultado em 28 Janeiro 2019
7. ↑  «싸이, 소속사 P NATION 설립...첫 가수 제시·아이돌 준비 중 [종합]» (em coreano). Consultado em Janeiro 27, 2019
8. ↑  «Crush signs with P-Nation, same label as HyunA, E'Dawn & Jessi». allkpop. Consultado em 1 de setembro de 2019
9. ↑  «𝗣 𝗡𝗔𝗧𝗜𝗢𝗡 no Instagram: "Welcome @dmofxxkinark to @pnation.official ⠀ D.Ark (디아크) - '잠재력 (POTENTIAL)' Official Video Full Ver 👉🏻 youtu.be/VbBQfcphdS8 Link…"». Instagram. Consultado em 16 de janeiro de 2021
10. ↑  http://revistakoreain.com.br/2018/05/psy-deixa-yg-entertainment-apos-8-anos-na-empresa/
11. ↑  «Cantora Heize assina com a gravadora P Nation ⋆ Highway Star». Highway Star. 16 de setembro de 2020. Consultado em 17 de setembro de 2020
12. ↑  https://www.soompi.com/article/1488240wpp/p-nation-officially-introduces-upcoming-boy-group-with-new-profile-photos